# Norma (matematika)
Norma (oznaka {\displaystyle ||{\overrightarrow {a}}||\,} za vektor {\displaystyle {\overrightarrow {a}}\,}) je v matematiki funkcija, ki vsakemu neničelnemu vektorju v vektorskem prostoru pripiše pozitivno dolžino. Norma se imenuje seminorma, če pripiše dolžino 0 tudi neničelnim vektorjem. Norma posplošuje pojem dolžine vektorja.
Če sta {\displaystyle A\,} in {\displaystyle B\,} dve točki v ravnini, je norma vektorja {\displaystyle {\overrightarrow {AB}}\,} razdalja med točkama {\displaystyle A\,} in {\displaystyle B\,} ali  
{\displaystyle {\overrightarrow {AB}}}, kar zapišemo kot {\displaystyle ||{\overrightarrow {AB}}||\,}.

## Definicija

### Norma vektorja
Za dani vektorski prostor {\displaystyle V\,}  nad podobsegom {\displaystyle F\,} kompleksnih števil je norma funkcija {\displaystyle p\colon V\to \mathbb {R} }, ki zadošča naslednjim pogojem
1. {\displaystyle \forall x\in V,p(x)\geqslant 0\,}
2. {\displaystyle p(x)=0\Rightarrow x=0_{V}\,}
3. {\displaystyle \forall (x,y)\in V^{2},p(x+y)\leqslant p(x)+p(y)\,}
4. {\displaystyle \forall \alpha \in \mathbb {R} ,\forall x\in V,p(\alpha \,x)=|\alpha |p(x)\,}.

Če ima vektorski prostor normo, se prostor imenuje normirani vektorski prostor.
Normo elementa {\displaystyle x\,} iz vektorskega prostora {\displaystyle \mathbb {R} \,} označujemo z {\displaystyle ||x||\,}. 
Če ima vektor {\displaystyle x\,} normo enako 1 ({\displaystyle ||x||=1\,}), ga imenujemo normalni ali normirani vektor.
Poljuben neničelni vektor {\displaystyle x\,} lahko normiramo, če ga delimo z njegovo normo. Tako ima vektor {\displaystyle \,}
{\displaystyle {\frac {x}{\|x\|}}} normo, ki je enaka 1.

## Lastnosti norme
1. {\displaystyle \mid \|x\|-\|y\|\mid \leq \|x\pm y\|\leq \|x\|+\|y\|}
2. {\displaystyle (\|x\|-\|y\|)^{2}\leq \|x+y\|^{2}\leq (\|x\|+\|y\|)^{2}}
3. {\displaystyle {\frac {\|x\|^{2}+\|y\|^{2}-\|x-y\|^{2}}{2\|x\|\|y\|}}\in [-1,1]}
4. {\displaystyle \|0_{V}\|=\|x-x\|=\|0x\|=0\cdot \|x\|=0}
5. {\displaystyle 0=\|x-x\|\leqslant \|x\|+\|-x\|=2\|x\|\Rightarrow \|x\|\geqslant 0}.

## Primeri

### Evklidska norma
V n-razsežnem Evklidskem prostoru {\displaystyle R^{n}\,} je dolžina vektorja {\displaystyle {\vec {x}}=[x_{1},x_{2},\dots ,x_{n}]\,} določena z 
{\displaystyle \|{\boldsymbol {x}}\|:={\sqrt {x_{1}^{2}+\cdots +x_{n}^{2}}}\,}
To daje običajno razdaljo od izhodišča do točke {\displaystyle x\,}, kar nam da tudi Pitagorov izrek. Evklidska norma je najbolj pogosto uporabljena norma, čeprav uporabljamo še več norm.
V prostoru {\displaystyle C^{n}\,} je najblj pogosto uporabljana norma 
{\displaystyle \|{\boldsymbol {z}}\|:={\sqrt {|z_{1}|^{2}+\cdots +|z_{n}|^{2}}}={\sqrt {z_{1}{\bar {z}}_{1}+\cdots +z_{n}{\bar {z}}_{n}}}.}.
Vedno pa lahko normo zapišemo kot kvadratni koren iz notranjega produkta
{\displaystyle \|{\boldsymbol {x}}\|:={\sqrt {{\boldsymbol {x}}^{T}{\boldsymbol {x}}}}.}.
Evklidsko normo imenujemo tudi Evklidska dolžina. Množica vrhov vektorjev, ki imajo konstantno dolžino, pa tvori površino n-razsežnostne krogle (hipersfera), pri tem pa je n razsežnost Evklidskaga prostora.

### P norma
Posebna skupina norm je p-norma, ki je za {\displaystyle p\geq 1\,} enaka
{\displaystyle \|\mathbf {x} \|_{p}:={\bigg (}\sum _{i=1}^{n}|x_{i}|^{p}{\bigg )}^{1/p}\,}.
Če je {\displaystyle p=2\,}, dobimo Evklidsko normo, ki se izračuna kot 
{\displaystyle \|{\boldsymbol {x}}\|:={\sqrt {x_{1}^{2}+\cdots +x_{n}^{2}}}\,}.
To normo imenujemo tudi druga norma.
Če je {\displaystyle p=1\,}, dobimo normo z uporabo geometrije taksijev. To razdaljo imenujemo tudi Manhattanska razdalja.
To vrsto norme imenujemo tudi prva norma.
To lahko razširimo tudi na vrednost {\displaystyle p=\infty \,}, kar nam da
{\displaystyle \ \|x\|_{\infty }=\max \left\{|x_{1}|,|x_{2}|,\ldots ,|x_{n}|\right\}\,}
To je limita p-norm za končni p. Norma {\displaystyle L^{\infty }\,} je znana tudi kot uniformna norma ali razdalja Čebiševa (tudi neskončna norma). 
Za {\displaystyle p=\infty \,} dobimo neskončno normo ali normo maksimuma. Množica vektorjev norme maksimuma, ki imajo konstantno vrednost {\displaystyle c\,}, tvori hiperkocko 
z robovi dolžine {\displaystyle 2c\,}